# Rougiers
Rougiers là một xã thuộc tỉnh Var trong vùng Provence-Alpes-Côte d’Azur của Pháp. Xã này có diện tích 20,53 km2, dân số năm 2006 là 1313 người. Danh xưng dân địa phương trong tiếng Pháp là Rougiérois và Rougiéroises.

## Thông tin nhân khẩu
| Năm | 1962 | 1968 | 1975 | 1982 | 1990 | 1999  | 2006  |
| --- | ---- | ---- | ---- | ---- | ---- | ----- | ----- |
| Dân số | 563  | 576  | 504  | 646  | 834  | 1 063 | 1 313 |
| From the year 1962 on: No double counting—residents of multiple communes (e.g. students and military personnel) are counted only once. |      |      |      |      |      |       |       |